# Palamède (Euripide)
Pour les articles homonymes, voir Palamède.
 (janvier 2010).
Si vous disposez d'ouvrages ou d'articles de référence ou si vous connaissez des sites web de qualité traitant du thème abordé ici, merci de compléter l'article en donnant les références utiles à sa vérifiabilité et en les liant à la section « Notes et références ».
Palamède est une tragédie grecque perdue d'Euripide. Elle a été inaugurée en 415 av. J.-C., en tant que volet d'une tétralogie qui comprenait Alexandre, Les Troyennes et Sisyphe (seules Les Troyennes sont conservées). Pour l'occasion, Euripide remporta le second prix.

## Le décor
Un campement grec à proximité de Troie. 

## Les personnages
- Ulysse
- Agamemnon
- Palamède
- Diomède
- Œax, le frère de Palamède
- Un Phrygien (?)
- Messager

## Synopsis
Les treize fragments conservés (trois sont quasi apocryphes et presque tous sont de petite taille) ne nous fournissent que peu d'information concernant l'intrigue, et toute reconstitution est fondamentalement basée sur des témoignages. 
Palamède est un inventeur qui s'est attiré d'immenses bienfaits pour ses nombreuses innovations : l'alphabet, tiré du phénicien, le jeu de dé et le jeton de vote. Jaloux, Ulysse profite de l'absence de celui-ci, occupé à guerroyer, pour forger de sombres machinations. Il a l'aide d'Agamemnon, tout aussi jaloux, et de Diomède. Ulysse fait appel à une double ruse : il fait écrire une lettre par un prisonnier phrygien, lettre supposée venir de Priam, qui convainc Palamède de trahison ; d'autre part, il cache de l'or dans la tente de celui-ci, or qui apparaît comme le prix de cette trahison. Palamède a beau se défendre, les preuves sont accablantes et il est condamné à mort. 
Dans cette pièce Euripide multipliait les innovations, telles que l'introduction de trois personnages ensemble sur la scène (Palamède et Ulysse discourant devant un Agamemnon muet).